# Tófej megállóhely
Tófej megállóhely egy Zala vármegyei vasúti megállóhely Tófej településen, a helyi önkormányzat üzemeltetésében. A település központi része közelében helyezkedik el, attól kissé északra – a lakott terület szinte körbeveszi a területét félkör alakban, dél felől –, közúti elérését a 7543-as útból kiágazó 75 325-ös számú mellékút biztosítja.

## Vasútvonalak
A megállóhelyet az alábbi vasútvonalak érintik:
- Zalaegerszeg–Rédics-vasútvonal

## Kapcsolódó állomások
A megállóhelyhez az alábbi állomások vannak a legközelebb:
- Baktüttös megállóhely (Zalaegerszeg–Rédics-vasútvonal)
- Rádiháza megállóhely (Zalaegerszeg–Rédics-vasútvonal)

## Forgalom
| Járat        | Útvonal | Gyakoriság                    |
| ------------ | --- | ----------------------------- |
| személyvonat | Zalaegerszeg – Bocfölde – Sárhida – Bak – Baktüttös – Tófej – Rádiháza – Gutorfölde – Ortaháza – Csömödér-Páka – Iklódbördőce – Lentiszombathely – Lenti – Rédics | Napi 4 pár                    |
| személyvonat | Zalaegerszeg – Bocfölde – Sárhida – Bak – Baktüttös – Tófej – Rádiháza – Gutorfölde – Ortaháza – Csömödér-Páka – Iklódbördőce – Lentiszombathely – Lenti          | Nyári menetrendben napi 1 pár |